# Muelle (construcción)

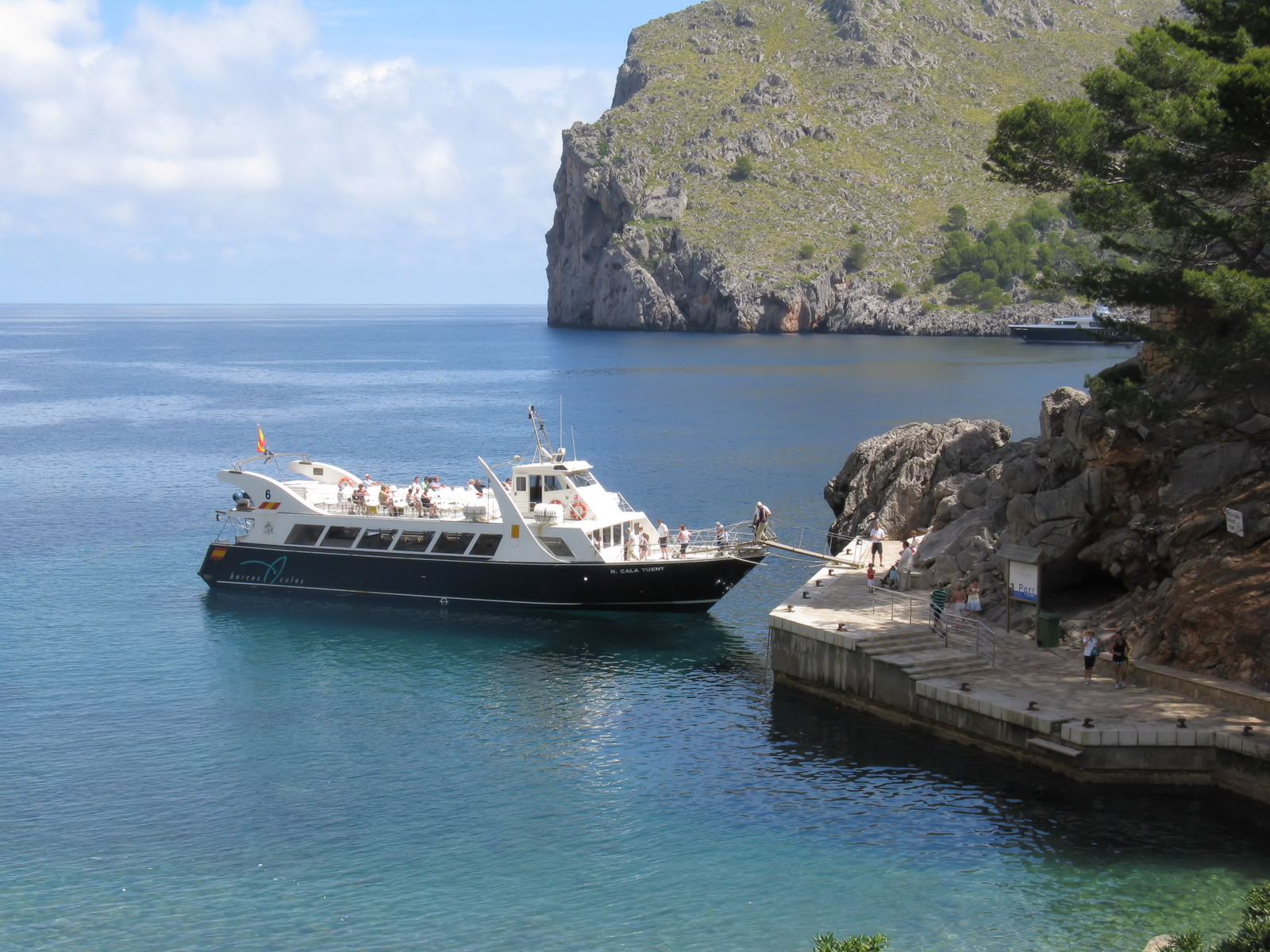
Barco turístico cargando pasajeros en un pequeño muelle de Mallorca.

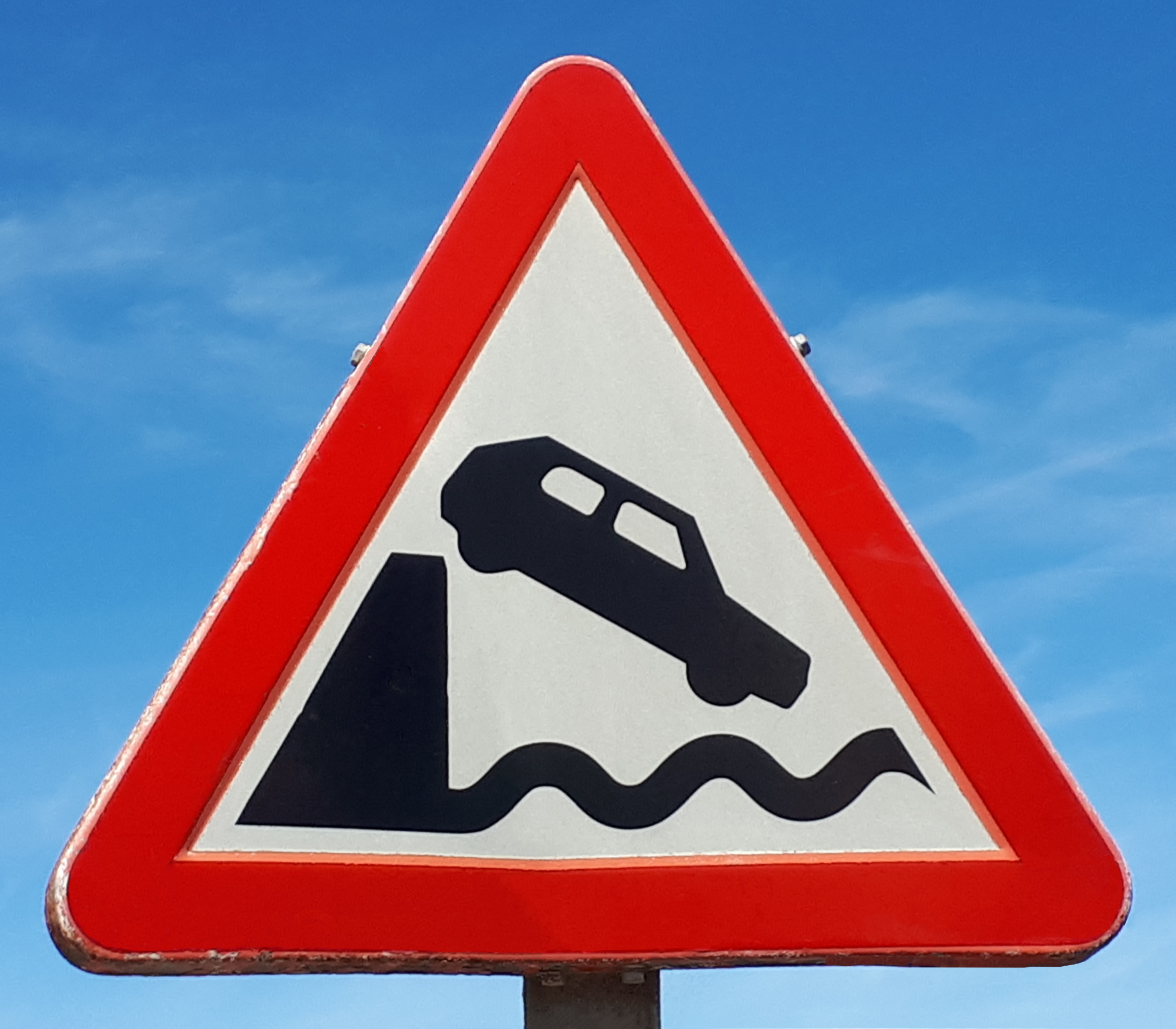
Señal de tráfico avisando de peligro en los muelles.

Un muelle es una construcción de piedra, ladrillo o madera, fabricada  en el agua, ya sea en el mar, en un lago o en un río, afianzada en el lecho acuático por medio de bases que lo sostienen firmemente, y que permite a barcos y embarcaciones atracar a efectos de realizar las tareas de carga y descarga de pasajeros o mercancías.

## Características
En los puertos marítimos y fluviales acostumbran a existir varios muelles, a fin de dar cabida a un número determinado de barcos. En los puertos grandes, los muelles están generalmente especializados en un tipo de actividad, ya sea el transporte de pasajeros, la carga y descarga de vehículos, de contenedores y otras muchas.
En algunos casos, cuando no existe espacio suficiente para los muelles fijos, se construyen muelles flotantes, de los cuales el mayor hasta el momento se encuentra en el Principado de Mónaco.
Es la construcción y acondicionamiento de espacios regulados en un muelle, para administrar la llegada y salida de naves que transportan carga.